# Арази, Хишам
Хи́шам Ара́зи (араб. هشام أرازي‎, фр. Hicham Arazi; род. 19 октября 1973, Касабланка) — марокканский профессиональный теннисист, победитель турнира АТР в Касабланке.

## Игровая карьера
Отец Хишама, теннисный тренер Мохаммед Арази, начал заниматься с мальчиком теннисом, когда тому было пять лет. В это время их семья проживала во Франции, куда переехала из Касабланки, когда Хишаму было два года. Мохаммед Арази оставался наставником Хишама на протяжении всей карьеры, хотя на её профессиональном этапе с ним также работал бывший профессиональный игрок Тьери Гвардиола.
С 1993 года Хишам Арази выступал за сборную Марокко в Кубке Дэвиса. Свою первую игру в Кубке Дэвиса он проиграл сопернику из Румынии, но на следующий год принёс сборной Марокко пять очков в двух матчах с командами Польши и Латвии и помог ей подняться из II в I Европейско-африканскую группу. В этом же сезоне на «челленджере» в Оберштауфене (Германия) он вышел в свой первый финал профессионального турнира. В 1995 году он со сборной Марокко боролся за выход в Мировую группу Кубка Дэвиса после победы над командой Румынии, но не смог противостоять сборной Франции. В 1996 году он провёл успешный сезон в рамках челленджер-тура, выиграв 26 встреч и став трёхкратным победителем турниров, и закончил год в числе ста лучших теннисистов мира согласно рейтингу АТР. Он также представлял Марокко на Олимпиаде в Атланте, но в первом же круге выбыл из борьбы после поражения от действующего олимпийского чемпиона Марка Россе.
1997 год стал особенно успешным для Арази. Уже в январе он дошёл до полуфинала турнира АТР в Дохе, а в марте на кортах своего родного города Касабланки он стал чемпионом турнира АТР, где был посеян под вторым номером в одиночном разряде. С другим ведущим марокканским теннисистом — Каримом Алами — он в этом же турнире вышел в финал в парном разряде. В мае на грунтовых кортах Открытого чемпионата Германии он нанёс первое в карьере поражение сопернику из первой десятки мирового рейтинга, обыграв третью ракетку мира австрийца Томаса Мустера (который и сам был ведущим мастером игры на грунте), а меньше чем через месяц вышел в четвертьфинал Открытого чемпионата Франции после победы над десятой ракеткой мира Марсело Риосом. После этого он впервые в карьере вошёл в Top-50 рейтинга АТР. В сентябре в Ташкенте он с израильтянином Эялем Раном во второй раз за сезон дошёл до финала турнира АТР в парном разряде. В 1998 году он второй раз подряд дошёл до четвертьфинала на Открытом чемпионате Франции, а до этого отметился выходом в четвёртый круг Открытого чемпионата Австралии, где проиграл первой ракетке мира Питу Сампрасу. В промежутке между двумя турнирами Большого шлема он успел нанести на Открытом чемпионате Италии поражение второй ракетке мира Петру Корде, а на Уимблдоне дошёл до третьего круга после победы над Карлосом Мойей — четвёртым в мире на тот момент. Вторую половину сезона он провёл не столь успешно, но место в числе 50 лучших игроков мира уверенно сохранил. В 1999 году Арази нанёс поражение пятой ракетке мира Рихарду Крайчеку на Открытом чемпионате Германии, а месяц спустя в Мерано (Италия) вышел во второй в карьере финал турнира АТР в одиночном разряде. Со сборной Марокко он одержал шесть побед в семи играх во II Европейско-африканской группе.
В 2000 году Арази вышел в четвертьфинал Открытого чемпионата Австралии, где проиграл первой ракетке мира Андре Агасси. После этого он поднялся в рейтинге на 27-е место, а в марте на турнире высшей категории в Индиан-Уэллз взял у Агасси реванш, победив его уже в первом круге. Осенью в Лионе он победил ещё одного соперника из первой десятки рейтинга — восьмую ракетку мира Томаса Энквиста. Со сборной он обыграл в I Европейско-африканской группе команду Украины и тем самым, как оказалось, обеспечил участие марокканцев в Мировой группе Кубка Дэвиса, так как переходный матч с командой Чили не состоялся. Следующий год стал для Арази рекордным с точки зрения места в рейтинге и заработанных призовых денег, хотя поначалу этого ничто не предвещало. Только в марте в Индиан-Уэллс Арази, на тот момент занимавший в рейтинге 53-ю строчку, неожиданно дошёл до финала, по ходу обыграв трёх соперников из первой двадцатки, включая Тима Хенмена — пятую ракетку мира. Этот успех принёс ему поздравительный факс от короля Марокко. В начале августа в Монреале Арази победил Ллейтона Хьюитта, на тот момент также занимавшего в рейтинге пятую строчку, а через неделю в Цинциннати — четвёртую ракетку мира Хуана Карлоса Ферреро. В сентябре он с командой Марокко сумел отстоять своё право на выступления в Мировой группе ещё на год после победы над сборной Бельгии, а в октябре добавил к своим победам над игроками из первой десятки ещё две — над Агасси в турнире Мастерс в Штутгарте и во второй раз за сезон над Ферреро в Париже. Сезон он окончил на 25-м месте в рейтинге, выиграв за год почти 656 тысяч долларов.
В 2002 году Арази, прозванный «Волшебником» за пассы руками на корте, отличился только однажды, обыграв в первом круге Открытого чемпионата Франции Роджера Федерера — на тот момент восьмого в мире. Федерер отыгрался в сентябре, выбив со сборной Швейцарии марокканцев из Мировой группы Кубка Дэвиса после победы над Арази во второй игре переходного матча. На следующий год, однако, Арази принёс команде ключевые очки в матчах со сборными Италии (против Филиппо Воландри) и Великобритании (против Тима Хенмена и Грега Руседски) и вернул команду в Мировую группу. В 2004 году на Открытом чемпионате Австралии он в четвёртый и последний раз за карьеру достиг четвертьфинала турнира Большого шлема, обыграв для этого Марка Филиппуссиса — девятую ракетку мира. Этот успех, однако, не получил развития — остаток сезона Арази провёл вяло, только на трёх турнирах, включая Уимблдон, пробившись дальше второго круга и вылетев после поражения от Ферреро в первом же круге своей второй Олимпиады. Тем не менее этот год стал девятым подряд, который он закончил в числе ста лучших игроков мира. По окончании этого сезона он резко сократил объём выступлений, появляясь всего в нескольких турнирах в год на протяжении следующих трёх лет. Свои последние игры в профессиональных турнирах он провёл в начале 2007 года в Марокко.

## Участие в финалах турниров АТР за карьеру (5)
| Легенда                                |
| -------------------------------------- |
| Большой шлем (0)                       |
| Чемпионат мира АТР / Кубок Мастерс (0) |
| Mercedes Super 7 (1)                   |
| ATP International (4)                  |

### Одиночный разряд (1+2)
| Результат | Дата        | Турнир              | Покрытие | Соперник в финале | Счёт в финале  |
| --------- | ----------- | ------------------- | -------- | ----------------- | -------------- |
| Победа    | 24 мар 1997 | Касабланка, Марокко | Грунт    | Франко Скильяри   | 3-6, 6-1, 6-2  |
| Поражение | 7 июн 1999  | Мерано, Италия      | Грунт    | Фернандо Висенте  | 2-6, 6-3, 6-71 |
| Поражение | 16 апр 2001 | Монте-Карло, Монако | Грунт    | Густаво Куэртен   | 3-6, 2-6, 4-6  |

### Парный разряд (0+2)
Поражения (2)
| Дата        | Турнир              | Покрытие | Партнёр     | Соперники в финале                 | Счёт в финале |
| ----------- | ------------------- | -------- | ----------- | ---------------------------------- | ------------- |
| 24 мар 1997 | Касабланка, Марокко | Грунт    | Карим Алами | Жуан Кунья э Силва Нуну Маркиш     | 6-7, 2-6      |
| 8 сен 1997  | Ташкент, Узбекистан | Хард     | Эяль Ран    | Винченцо Сантопадре Винсент Спейди | 4-6, 7-6, 0-6 |